# Колциреа (Марамуреш)
Колциреа (рум. Colțirea) насеље је у Румунији у округу Марамуреш у општини Ардусат. Oпштина се налази на надморској висини од 152 m.

## Становништво
Према подацима из 2002. године у насељу је живело 439 становника, од којих су сви румунске националности.